# 420-as busz (Kecskemét)
A kecskeméti 420-as jelzésű autóbusz a Széchenyi tér és a Szeleifalu között közlekedik. A viszonylatot a Kecskeméti Közlekedési Központ megrendelésére az Inter Tan-Ker Zrt. üzemelteti.

## Története
- 1967: Tanácsháza – Szeleifalu
- ? – 1997: Széchenyiváros – Szeleifalu
- 1997-től: Széchenyi tér – Szeleifalu

1967-ben a 6-os buszok a Tanácsházától – az Alföldi Konzervgyár megállóhelyen át – a Szeleifaluig közlekedtek, az alábbi megállóhelyek érintésével:
| Tanácsháza – Ipoly utca – Konzervgyár – Szeleifalu | Tanácsháza – Ipoly utca – Konzervgyár – Szeleifalu   | Tanácsháza – Ipoly utca – Konzervgyár – Szeleifalu |
| -------------------------------------------------- | ---------------------------------------------------- | -------------------------------------------------- |
| - Tanácsháza - Gyógyszertár - Leninváros           | - Árpád körút 17. - Maros utca - Alföldi Konzervgyár | - MÉH telep - Füszért Vállalat - Szeleifalu        |

2008. március 1-jétől: Szabad- és munkaszüneti napokon a Széchenyi térről 5.15–19.15 között óránként indulnak a járatok (a többi járat leállításra kerül).
2008. június 14-étől: Az autóbuszjáratok rövidített útvonalon, a Batthyány utca megállóhely érintése nélkül közlekednek. A Széchenyi térről munkanapokon 16.30, 17.00 és 17.30 órakor induló járatok megszűnnek. Szabad- és munkaszüneti napokon 13.15 helyett 13.45 órakor indul járat, valamint új autóbuszjáratok közlekednek még 14.45, 15.45, 16.45, 17.45, 20.15, 21.15 és 22.20 órakor.

## Útvonala
| Széchenyi tér ► Szeleifalu ► Széchenyi tér |
| --- |
| Széchenyi tér vá. – Szilády Károly utca – Kölcsey utca – Dobó István körút – Batthyány utca – Árpád körút – Küküllő utca – Kiskőrösi út – Könyves Kálmán körút – Korhánközi út – Kiskőrösi út – Küküllő utca – Árpád körút – Batthyány utca – Katona József tér – Csányi János körút – Koháry István körút – Hornyik János körút – Széchenyi tér vá. |

## Megállóhelyei
| 0  | Széchenyi tér induló végállomás | |
| 2  | Dobó körút                      | 1, 2, 2A, 2D, 2S, 4, 4A, 4C, 7, 7C, 11, 11A, 13, 13D, 13K, 15, 19, 28, 32 Helyközi buszok                                        |
| 4  | Rávágy tér                      | 2, 2A, 2D, 2S, 14D, 21, 28, 32 Helyközi buszok                                                                                   |
| 5  | Rákóczi iskola                  | 14D, 21, 28 |
| 6  | Béke iskola                     | 28 |
| 7  | Inkubátorház                    | 28 Helyközi buszok |
| 8  | MÉH-telep                       | 28 |
| 9  | Univer Coop                     | 28 |
| 10 | Műszaki vizsgabázis             | 28 |
| 11 | TÜZÉP                           | 1D, 15D |
| 12 | Könyves Kálmán körút 64.        | 1D, 15D, 28 Helyközi buszok |
| 13 | Wéber Ede utca                  | 28 Helyközi buszok |
| 15 | Inkubátorház                    | 28 Helyközi buszok |
| 16 | Béke iskola                     | 28 |
| 17 | Rákóczi iskola                  | 14D, 21, 28 |
| 19 | Rávágy tér                      | 2, 2A, 2D, 2S, 14D, 21, 28, 32 Helyközi buszok                                                                                   |
| 21 | Katona József Színház           | 1, 2, 2A, 2D, 2S, 3, 3A, 4, 4A, 4C, 7, 7C, 11, 11A, 12, 13, 13K, 15, 18, 19, 20H, 23, 23A, 28, 32 Helyközi buszok                |
| 24 | Széchenyi tér érkező végállomás | 2, 2A, 2D, 2S, 3, 3A, 4, 4A, 4C, 5, 7, 7C, 9, 10, 11, 11A, 12, 13, 13D, 13K, 14, 16, 18, 20, 20H, 23, 23A, 28, 29, 34A, 169, 916 |